# 2018年中国足球协会女子超级杯
2018年东风雷诺中国足球协会女子超级杯是2018年由中国足球协会主办的一项足球锦标赛，由2018年中国女子足球锦标赛冠军江苏苏宁对阵2018年中国女子足球超级联赛冠军大连权健。比赛于2018年11月10日在四川省都江堰市的都江堰凤凰体育场举行。最终大连权健以1比0击败江苏苏宁，夺得球队历史上第五座超级杯。

## 赛事数据
| 2018年11月10日 15:00 UTC+8 |

| 江苏苏宁 | 0 - 1 | 大连权健        |
| -------- | ----- | --------------- |
|          | 报告  | 索里·哈梅斯 31' |

| 都江堰，都江堰凤凰体育场 |